# دوره موروماچی

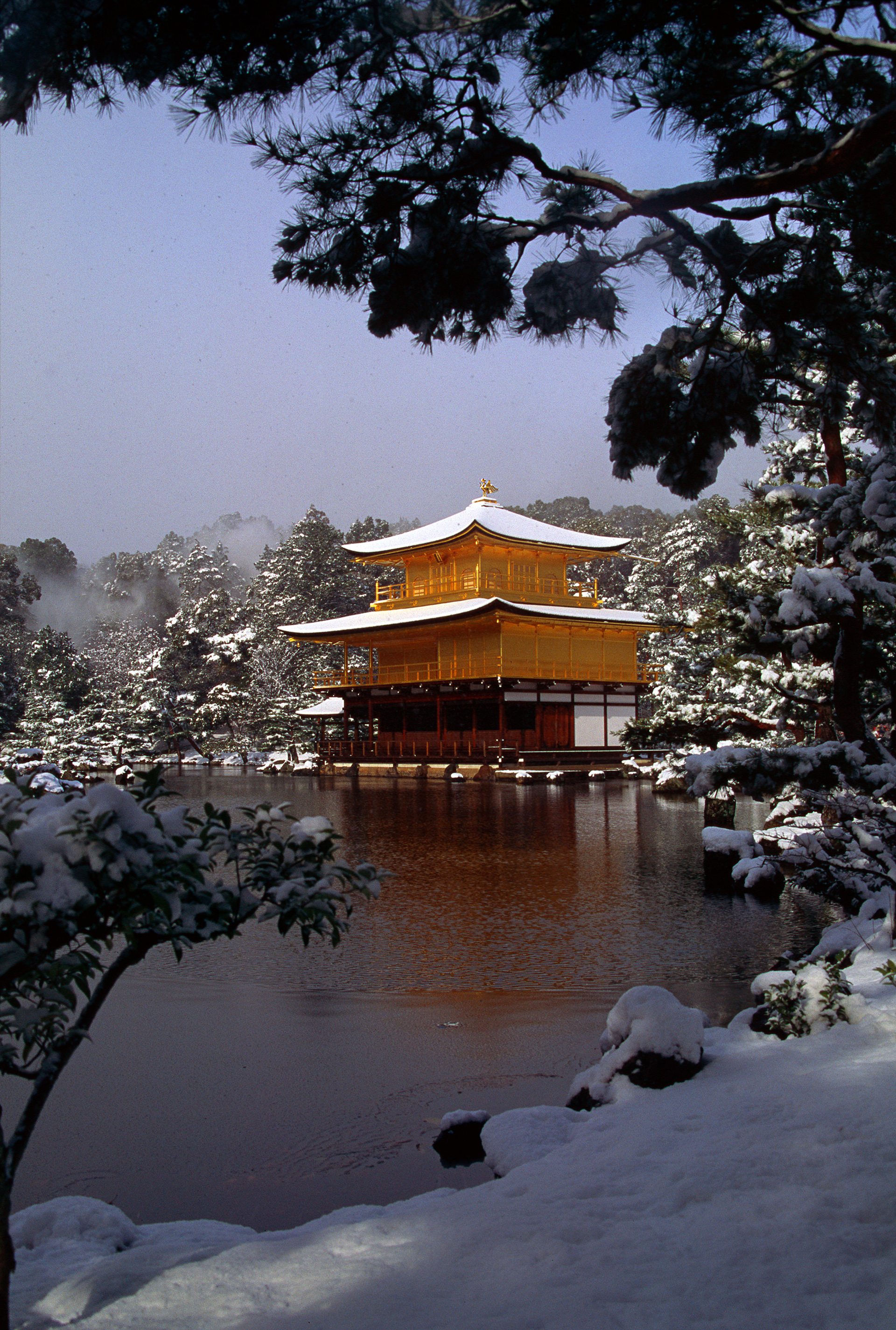
کین‌کاکوجی (نیایشگاه کلاه فرنگی طلایی) به فرمان آشی‌کاگا ساخته شد. کین‌کاکوجی دو بار در آتش سوخته و بازسازی شده‌است.

دوره موروماچی (به ژاپنی: 室町時代, Muromachi jidai) که با نام دوره آشی‌کاگا نیز شناخته می‌شود، به‌طور تقریبی فاصله سال‌های ۱۳۳۶ تا ۱۵۷۳ میلادی را در بر می‌گیرد. ویژگی دوره موروماچی استبداد نظامی شوگونها بود که تحت عنوان موروماچی باکوفو نیز از آن نام برده می‌شود.

## شوگون‌سالاری آشی‌کاگا

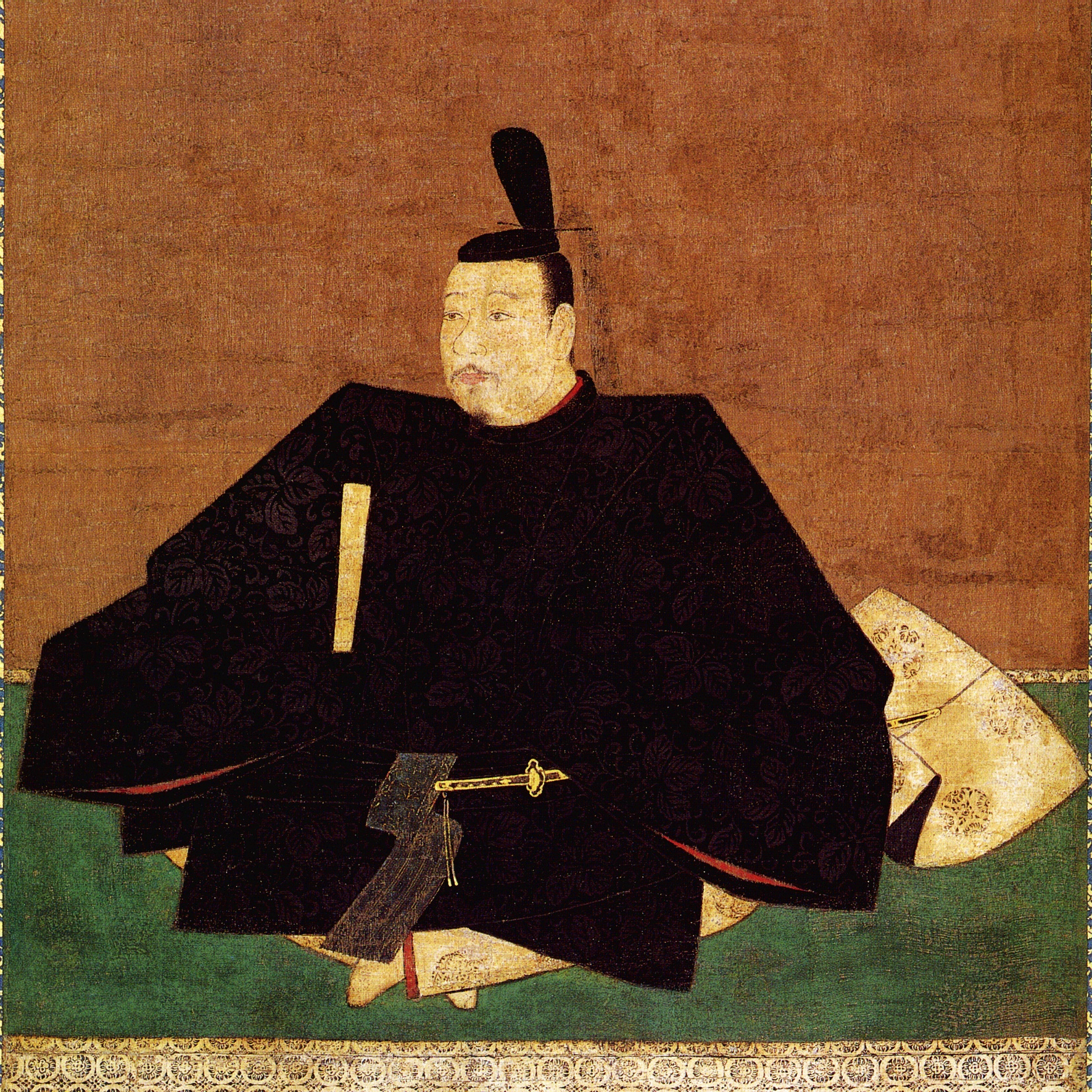
آشیکاگا تاکاوجی معبد جودو-جی

در دوران تجدید حیات کن‌مو، امپراتور گودای‌گو تلاش کرد با به کار گماردن نجبای دودمان امپراتوری، حکومتی غیرنظامی بر پا دارد. این موضوع مورد پسند کاست سامورایی نبود و آشی‌کاگا تاکااوجی با استفاده از حمایت سامورایی‌ها امپراتور را عزل کرد. امروزه گروهی از کارشناسان باور دارند که امپراتور گودای‌گو هرگز امپراتوری واقعی نبود و تنها وانمود می‌کرده که در جایگاه پادشاهی قرار دارد.
استبداد نظامی موروماچی (شوگون‌سالاری آشی‌کاگا) در سال ۱۳۳۶ به دست آشی‌کاگا تاکااوجی بنیان نهاده شد. او در سال ۱۳۳۸ خود را فرمانده کل یا شوگون خواند و شهر نارا را به عنوان پایتخت برگزید. این دوره در سال ۱۵۷۳ هنگامی که آخرین شوگون عصر موروماچی از کیوتو پایتخت کشور بیرون رانده شد، به پایان رسید. تفاوت شوگون‌سالاری کاماکورا با شوگون‌سالاری آشی‌کاگا در این بود که در حکومت کاماکورا، دربار کیوتو به‌طور موازی به کار خود ادامه می‌داد؛ حال آنکه آشی‌کاگا بر باقیماندهٔ دربار امپراتوری نیز چنگ انداخت.

## دوره‌های نان‌بوکو-چو و سن‌گوکو
سال‌های آغازین این دوران (۱۳۳۶–۱۳۹۲) به سبب دوپاره بودن دربار پادشاهی، با نام دوره نان‌بوکو-چو یا دوره دربار شمالی و جنوبی نیز شناخته می‌شود. همچنین از سال ۱۴۶۷ تا پایان این دوره تاریخی را دوره سن‌گوکو یا دوره جنگ‌های داخلی ژاپن نیز می‌نامند.

## مذهب
بین قرن‌های هشتم تا چهاردهم، آیین شینتو به تدریج جایگاه خود را در برابر بودیسم از دست می‌داد اما در این دوران با نسخه‌برداری از مراسم و کتاب‌های مقدس آیین بودایی توجه دوباره مردم را به خود جلب کرد. دین تازه مسیحیت نیز آرام آرام راه خود را در جامعه ژاپن باز می‌کرد.

## داد و ستد نان‌بان
دوره تجاری نان‌بان از هنگامی آغاز شد که اولین اروپاییها در سال ۱۵۴۳ پا به خشکی‌های ژاپن گذاشتند. یک کشتی پرتغالی که به سمت ساحل چین در حرکت بود، راه خود را گم کرده و به کرانه‌های ژاپن رسید. با معرفی سلاح‌های آتشین از سوی پرتغالی‌ها، تغییر و نوآوری شگرفی در جنگ داخلی ژاپن پدیدار شد. در سال‌هایی که از پی می‌آمد، بازرگانان هلندی، انگلیسی و اسپانیایی هم از راه رسیدند.